# Prospect Park (New York)
Prospect Park è un parco situato nel borough di Brooklyn che si estende per 237 ettari. Progettato da Frederick Law Olmsted e Calvert Vaux, occupatesi anche di Central Park, è gestito dalla New York City Department of Parks and Recreation.